# La Certosa
Isla de La Certosa (en italiano: Isola della Certosa) es una isla en la laguna de Venecia, al norte de Italia. Se encuentra al noroeste de Venecia, a menos de 250 metros de San Pietro di Castello, y a poco más de 500 metros de la isla Lido de Venecia, con una canal de cerca de 20 metros de ancho que la separa de la isla de Vignole. La Certosa tiene una superficie aproximada de 22 hectáreas.
La isla albergó una comunidad de frailes agustinos a partir de 1199. Después de dos siglos, la isla abandonada fue cedida a la Orden de los Cartujos, el edificio religioso anterior sufrió un proceso de restauración desde 1490 hasta 1505. Después de la conquista napoleónica de Venecia, se convirtió en una instalación militar.